# He'arat Shulayim
He'arat Shulayim é um filme de drama israelita de 2011 dirigido e escrito por Joseph Cedar. Foi indicado ao Oscar de melhor filme estrangeiro na edição de 2012, representando Israel.

## Elenco
- Shlomo Bar Aba - Eliezer Shkolnik
- Lior Ashkenazi - Uriel Shkolnik
- Alisa Rosen - Yehudit Shkolnik
- Alma Zack - Dikla Shkolnik
- Daniel Markovich - Josh Shkolnik
- Micah Lewensohn - Yehuda Grossman
- Yuval Scharf - Noa the reporter
- Nevo Kimchi - Yair Fingerhut
- Yona Elian - Yuli Tamir